# Manfred Just
Manfred Just (* 1934 in Breslau) ist ein deutscher Rechtswissenschaftler und Hochschullehrer.

## Leben
Er studierte Rechtswissenschaften, Philosophie und moderne Sprachen an den Universitäten Frankfurt am Main, Marburg und Würzburg. Das Erste und Zweite Juristische Staatsexamen legte er in Bayern ab. Nach der Promotion 1966 zum Dr. iur. utr. in Würzburg wurde 1970 ihm durch die Rechtswissenschaftliche Fakultät der Universität Würzburg die venia legendi für Römisches Recht und Bürgerliches Recht verliehen. Es folgten Lehrstuhlvertretungen an den Universitäten Tübingen, Mannheim und Köln.
Von 1977 bis 2003 war er ordentlicher Professor für Römisches Recht und Bürgerliches Recht in Würzburg. Seit 2003 ist er emeritiert.

## Schriften (Auswahl)
- Die Ephesis in der Geschichte des attischen Prozesses. Ein Versuch zur Deutung der Rechtsnatur der Ephesis. Würzburg 1966, OCLC 604369674.
- als Herausgeber mit Michael Wollenschläger, Philipp Eggers und Hans Hablitzel: Recht und Rechtsbesinnung. Gedächtnisschrift für Günther Küchenhoff (1907–1983). Berlin 1987, ISBN 3-428-06290-6.